# Bogoljub (časnik)
Bogoljúb, »cerkveni list za Slovence«, je bil nabožni mesečnik oziroma štirinajstdnevnik (COBISS). Izdajala ga je Katoliška bukvarna, v času od leta 1903 do 1944 v Ljubljani.
Leta 1903 je časopis ustanovil duhovnik Janez Ev. Kalan in ga urejal do konca 1924.